# سولینداک
سولینداک (انگلیسی: Sulindac) یک داروی ضدالتهاب غیراستروئیدی (NSAID) از کلاس اسید آریلالکانوئیک است که با نام Clinoril به بازار عرضه می‌شود. ایمبارال (که نباید با مبارال اشتباه گرفته شود) نام دیگر این دارو است. این دارو در سال ۱۹۶۹ میلادی ثبت اختراع شد و در سال ۱۹۷۶ برای استفاده پزشکی تأیید شد.

## کاربرد پزشکی
مانند سایر NSAID‌ها، در درمان شرایط التهابی حاد یا مزمن مفید است. سولینداک یک پیش‌دارو است که از سولفینی‌لیندن مشتق شده و در بدن به NSAID فعال تبدیل می‌شود. به‌طور خاص، این عامل توسط آنزیم‌های کبدی به سولفید تبدیل می‌شود که در صفرا دفع می‌شود و سپس از روده بازجذب می‌شود. پنداشته می‌شود که این دارو به حفظ سطح ثابت خون با کاهش عوارض جانبی دستگاه گوارش کمک می‌کند. برخی از پژوهش‌ها نشان داده‌اند که سولینداک نسبت به سایر NSAIDها به جز داروهای کلاس مهارکننده‌های COX-2، نسبتاً کمتر برای معده تحریک‌کننده است. مکانیسم دقیق خواص NSAID آن ناشناخته است، اما تصور می‌شود که روی آنزیم‌های COX-1 و COX-2 اثر می‌گذارد و سنتز پروستاگلاندین را مهار می‌کند.
دوز معمول آن ۱۵۰ تا ۲۰۰ میلی‌گرم دو بار در روز همراه با غذا است. افرادی که سابقه واکنش‌های آلرژیک عمده (کهیر یا آنافیلاکسی) به آسپرین یا سایر NSAIDها دارند، نباید استفاده شود و در افرادی که از قبل بیماری زخم معده دارند باید با احتیاط استفاده شود. احتمال اینکه سولینداک نسبت به سایر NSAID‌ها باعث آسیب به کبد یا پانکراس شود، بسیار بیشتر است، اگرچه نسبت به سایر NSAID‌ها احتمال آسیب کلیه کمتر است.
به نظر می‌رسد سولینداک دارای خاصیتی مستقل از مهار COX در کاهش رشد پولیپ‌ها و ضایعات پیش سرطانی در روده بزرگ است، به ویژه در ارتباط با پولیپوز آدنوماتوز خانوادگی، و ممکن است خواص ضد سرطانی دیگری نیز داشته باشد.

## عوارض نامطلوب
در اکتبر ۲۰۲۰، سازمان غذا و داروی ایالات متحده (FDA) برچسب دارو را برای همه داروهای ضدالتهاب غیراستروئیدی به‌روزرسانی کرد تا خطر مشکلات کلیوی در نوزادان متولد نشده را که منجر به کاهش مایع آمنیوتیک می‌شود، توصیف کند. آنها توصیه می‌کنند از مصرف NSAID در زنان باردار در هفته ۲۰ یا بعد از بارداری خودداری کنند.

## سنتز

سنتز سولینداک: